# Grandisonia larvata
Grandisonia larvata är en groddjursart som först beskrevs av Ahl 1934.  Grandisonia larvata ingår i släktet Grandisonia och familjen Caeciliidae. IUCN kategoriserar arten globalt som livskraftig. Inga underarter finns listade i Catalogue of Life.